# 1-я гвардейская армия
1-я гвардейская армия — гвардейское оперативное объединение (гвардейская армия), в составе РККА, во время Великой Отечественной войны и в составе Советской армии в послевоенное время.

## Первое формирование
Была создана 6 августа 1942 года директивой Ставки ВГК № 994144 от 5 августа 1942 года, на базе управления 2-й резервной армии и пяти гвардейских стрелковых дивизий — 37-й, 38-й, 39-й, 40-й и 41-й — с непосредственным подчинением Ставке ВГК.
9 августа армия была включена в состав Юго-Восточного фронта.

### На подступах к Сталинграду
16 августа командование Сталинградским фронтом направило сформированную накануне 1-ю ГвА на усиление 4-й танковой армии, защищавшей плацдарм в малой излучине Дона, см. схему (на илл.). После разгрузки на ст. Иловля, части 1-й ГвА должны были переправиться через Дон у Вертячего в ночь с 15 на 16 августа и нанести удар в направлении Сиротинской. Одновременно 63-я сд 21-й армии должна была нанести удар по левому флангу немцев в районе Мелоклетского. 8-й воздушной армии было приказано поддержать действия 1-й ГвА всеми наличными силами. Контрудар Гордова успеха не имел. Вермахт продолжал наступление, тесня части 4-й ТА и 1-й ГвА к Дону. 376-я пехотная дивизия вермахта заняла Кременскую  и, совместно с 100-й егерской дивизией, вытеснила 343-ю и 321-ю сд в полосу вдоль Дона от Кременской до Сиротинской. Лишь подошедшие к вечеру 38-я и 40-я гв. сд 1-й ГвА предотвратили полную ликвидацию плацдарма.
К концу дня 16 августа моторизованные дивизии вермахта в упорных боях с частями 1-й ГвА заняли южный берег Дона к западу от Иловли. Южнее 389-я, 384-я, 76-я и 295-я пехотные дивизии вышли к Дону на участке от Трехостровской до Вертячего и заняли плацдарм на восточном берегу у Нижнего Акатова.
Стремясь исправить ситуацию, Гордов направил в район боев 40-ю, 37-ю и 39-ю гсд 1-й ГвА, которые вечером 15 августа завершили выгрузку на ст. Иловля. На рассвете 17 августа свежие силы РККА нанесли удар в районе Сиротинской и Вертячего. Однако наступление успеха не имело: дивизии 1 ГвА понесли тяжелые потери; 4-я ТА к вечеру 17 августа утратила боеспособность.
После 2-хнедельной перегруппировки и пополнения свежими дивизиями 1-я гвардейская армия вновь получила приказ на контрнаступление. К этому времени войска 6-й армии Паулюса вышли к берегу Волги севернее Сталинграда. Армия попыталась пробить коридор с севера по направлению к совхозу "Котлубань", Самофаловке, Гумрак с целью соединения с 62-й армией в Сталинграде. 3-го сентября дивизии армии перешли в наступление и до 7 сентября вели ожесточенные бои с противником, но успеха не достигли. Немецкие войска с помощью артиллерии, танков и авиации нанесли войскам армии существенные потери. 7-й и 16-й танковые корпуса, принимавшие участие в наступлении, потеряли большую часть своих танков. 
28 сентября армию переподчинили Донскому фронту. Участвуя в оборонительном сражении на северо-западных подступах к Сталинграду, армия внесла большой вклад в оборону города. 
16 октября 1942 года была выведена в резерв Ставки, её войска были переданы в состав 24-й армии. 25 октября армия была расформирована, её штаб директивой Ставки ВГК от 22 октября был обращён на формирование полевого управления Юго-Западного фронта 2-го формирования.

### Командующие
- гвардии генерал-лейтенант Голиков, Филипп Иванович (август 1942 года)
- гвардии генерал-майор артиллерии Москаленко, Кирилл Семёнович (август—октябрь 1942 года)
- гвардии генерал-майор Чистяков, Иван Михайлович (октябрь 1942 года).

Начальник штаба
- полковник Иванов С. П. (август — октябрь 1942)

Член Военного совета
- дивизионный комиссар Абрамов Н. В. (август — октябрь 1942)

## Второе формирование
Была создана 5 ноября 1942 года директивой Ставки ВГК от 1 ноября в составе Юго-Западного фронта 2-го формирования путём преобразования 63-й армии. В армию вошли 4-й и 6-й гвардейские стрелковые, 1-й гвардейский механизированный корпуса, 1-я, 153-я и 197-я стрелковые дивизии.
Участвовала в Сталинградских стратегических оборонительной и наступательной операциях советских войск. На берегу р. Кривая прикрывала правый фланг ударной группировки фронта. Впоследствии вместе с 5-й танковой армией создала внешний фронт окружения сталинградского «котла».
5 декабря 1942 года армия была переименована в 3-ю гвардейскую армию Юго-Западного фронта 2-го формирования. Причины переименования, а фактически — переформирования, доподлинно не известны. По одной из версий, 1 Гв. А на начальном этапе наступления понесла достаточно большие потери, даже командующий армии был ранен.

### Командующий
- генерал-лейтенант Лелюшенко, Дмитрий Данилович (ноябрь — декабрь 1942 года)

Начальник штаба
- генерал-майор Шлёмин И. Т. (ноябрь 1942 — 21 января 1943)

Член Военного совета
- бригадный комиссар Колесниченко И. С. (ноябрь — декабрь 1942)

## Третье формирование

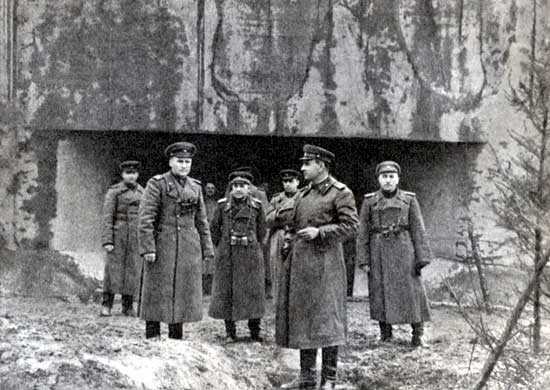
Командующий 1-й гвардейской армией генерал-полковник А. А. Гречко (в центре) с офицерами штаба на линии Арпада. 1944 г.

Была создана 8 декабря 1942 года директивой Ставки ВГК от 5 декабря из частей оперативной группы Юго-Западного фронта 2-го формирования, а штаб армии был образован из управления 4-й резервной армии. В её состав вошли 4-й и 6-й гвардейские стрелковые, 18-й танковый корпуса и 153-я стрелковая дивизия.
Боевые действия вела в составе Юго-Западного фронта в ходе контрнаступления советских войск под Сталинградом. В начале 1943 года наступала в Донбассе, в июле участвовала в Изюм-Барвенковской наступательной операции, а в августе-сентябре — в операциях по освобождению Левобережной Украины. В октябре штаб армии, передав свои войска 46-й армии, был передислоцирован в район Конотопа, затем восточнее Киева. 20 октября армия была передана в состав 3-го Украинского фронта, 25 октября её вывели в резерв Ставки ВГК, а 12 ноября армия была включена в состав 1-го Украинского фронта, где в неё вошли 74-й, 94-й и 107-й стрелковые корпуса. В ноябре-декабре войска 1-й гвардейской армии принимали участие в отражении контрнаступления противника на киевском направлении, а с 24 декабря — в наступательной Житомирско-Бердичевской операции. К концу февраля 1944 года армия была переброшена юго-восточнее Шепетовки, где в марте-апреле вела наступление на направлении главного удара фронта в Проскуровско-Черновицкой операции, после чего участвовала в окружении и разгроме 1-й танковой армии противника под Каменец-Подольском. В июле-августе 1944 года войска армии приняли участие в Львовско-Сандомирской стратегической операции, освободив 27 июля Станислав (Ивано-Франковск). 5 августа 1-я гвардейская армия была включена в состав 4-го Украинского фронта 2-го формирования и в сентябре — октябре участвовала в Восточно-Карпатской стратегической операции, в ходе которой вышла на территорию Чехословакии. В ходе Западно-Карпатской стратегической операции 1945 года армия с частью сил 1-го Чехословацкого армейского корпуса прорвала оборону противника и, преследуя его, вышла к Моравско-Остравскому промышленному району, который освободила во взаимодействии с 38-й армией. Закончила войну в Праге.
Сразу после войны началось расформирование входивших в состав армии корпусов и дивизий. С 10 июля 1945 года армия входила в состав Северной группы войск на территории Польши (управление — г. Оппельн), где в начале августа её расформирование было завершено. Управление армии убыло в Киев для укомплектования штаба Киевского военного округа.

### Командующие
- генерал-лейтенант, с мая 1943 года генерал-полковник Кузнецов, Василий Иванович (декабрь 1942 — декабрь 1943);
- генерал-полковник Гречко, Андрей Антонович (декабрь 1943 — июль 1945).

Начальники штаба
- генерал-майор Шлёмин, Иван Тимофеевич (ноябрь 1942 — январь 1943)
- генерал-майор Панюхов, Василий Васильевич (январь 1943 — январь 1944)
- генерал-майор Хетагуров, Георгий Иванович (январь — апрель 1944)
- генерал-лейтенант Батюня, Александр Григорьевич (апрель 1944 — август 1945)

Члены Военного Совета
- Рыбинский, Иван Дмитриевич (декабрь 1942 — август 1943)
- генерал-майор Васильев, Иван Васильевич (август 1943 — август 1944)
- полковник Шевяков, Михаил Владимирович (август 1944, врид)
- генерал-майор Исаев, Константин Петрович (август 1944 — август 1945)

Командующие артиллерией
- генерал-майор артиллерии Матвеев, Виктор Николаевич (август — сентябрь 1942)
- полковник Цикало, Михаил Пантелеевич (ноябрь 1942 — январь 1943)

## Четвёртое формирование
Была создана 4 июня 1957 года как 1-я отдельная армия на базе ряда частей и соединений Отдельной механизированной армии, выводимых из Румынии. Входила в состав Киевского военного округа. Штаб армии располагался в Чернигове.
5 октября 1967 года переименована в 1-ю гвардейскую армию. 22 февраля 1968 года армия была награждена орденом Красного Знамени. После прекращения существования СССР армия вошла в состав Вооружённых сил Украины в 1992 году и вскоре была расформирована. Правопреемником стал 1-й армейский корпус СВ Украины.

### Командующие
- генерал-полковник танковых войск А. Л. Гетман (4.06.1957 — 17.04.1958)
- генерал-лейтенант танковых войск Архипов, Василий Сергеевич (17.04.1958 — 23.05.1960)
- генерал-лейтенант, с 6.05.1961 генерал-полковник Родимцев, Александр Ильич (23.05.1960 — 18.03.1966)
- генерал-лейтенант Баталов, Григорий Михайлович (18.03.1966 — 13.06.1969)
- генерал-майор, с 29.04.1970 генерал-лейтенант Молокоедов, Сергей Иванович (13.06.1969 — 2.09.1970)
- генерал-лейтенант Городецкий, Георгий Дмитриевич (2.09.1970 — 1973)
- генерал-майор, с 14.02.1977 генерал-лейтенант Елагин, Александр Сидорович (январь 1976 — август 1979)
- генерал-майор, с 1.11.1980 генерал-лейтенант Фёдоров, Алексей Константинович (сентябрь 1979 — май 1982)
- генерал-майор, с 3.02.1984 генерал-лейтенант Демидов, Алексей Арсеньевич (май 1982 — апрель 1985)
- генерал-майор, с 16.02.1988 генерал-лейтенант Кузнецов, Леонтий Васильевич (май 1985 — май 1988)
- генерал-майор, с 29.06.1990 генерал-лейтенант Бобрышев, Валентин Сергеевич (май 1988 — 1.08.1991)
- генерал-майор Николаев, Андрей Иванович (1.08.1991 — февраль 1992)[6]

## Подчинение
- 09.08.1942 — Юго-Восточный фронт
- 18.08.1942 — Сталинградский фронт
- 28.09.1942 — Донской фронт
- 16.10.1942 — Ставка Верховного Главнокомандования
- 05.11.1942 — Юго-Западный фронт
- 08.12.1942 — Юго-Западный фронт
- 20.10.1943 — 3-й Украинский фронт
- 25.10.1943 — Ставка Верховного Главнокомандования
- 12.11.1943 — Первый Украинский фронт
- 05.08.1944 — 4-й Украинский фронт
- 05.10.1957 — Киевский военный округ

## Состав

### 1942 год
На 6 августа 1942 года
Стрелковые, воздушно-десантные и кавалерийские соединения:
37-я, 38-я, 39-я, 40-я и 41-я гвардейские стрелковые дивизии
На 15 августа 1942 года
Стрелковые, воздушно-десантные и кавалерийские соединения:
37-я, 38-я, 39-я, 40-я и 41-я гвардейские стрелковые дивизии
На 1 октября 1942 года
Стрелковые, воздушно-десантные и кавалерийские соединения:
24-я, 173-я, 207-я, 221-я, 258-я, 260-я, 273-я, 292-я и 316-я стрелковые дивизии;
Артиллерийские и миномётные соединения:
- 5-й гвардейский армейский, 135-й гаубичный, 1100-й и 1101-й пушечные, 391-й, 435-й и 1189-й истребительно-противотанковые артиллерийские полки;
- 1-й гвардейский тяжёлый, 23-й гвардейский, 57-й гвардейский, 72-й гвардейский и 86-й гвардейский миномётные полки;
- 309-й отдельный гвардейский миномётный дивизион;
- 281-й, 303-й, 579-й, 581-й и 722-й зенитные артиллерийские полки;

Бронетанковые и механизированные соединения:
- 4-й танковый корпус (45-я, 47-я, 102-я танковые и 4-я мотострелковая бригады);
- 16-й танковый корпус (107-я, 109-я, 164-я танковые и 15-я мотострелковая бригады);
- 3-я, 12-я, 121-я и 148-я танковые бригады;

Инженерные войска:
48-й и 157-й отдельные инженерные, 741-й отдельный минно-сапёрный и 1727-й отдельный сапёрный батальоны.
На 5 ноября 1942 года
Стрелковые, воздушно-десантные и кавалерийские соединения:
4-й и 6-й гвардейские стрелковые корпуса;
1-я, 153-я и 197-я стрелковые дивизии;
Бронетанковые и механизированные соединения:
1-й гвардейский механизированный корпус.
На 20 ноября 1942 года

| - 1-я стрелковая дивизия - 408-й стрелковый полк - 412-й стрелковый полк - 415-й стрелковый полк - 1026-й артиллерийский полк - 153-я стрелковая дивизия - 557-й стрелковый полк - 563-й стрелковый полк - 566-й стрелковый полк - 565-й артиллерийский полк - 197-я стрелковая дивизия - 828-й стрелковый полк - 862-й стрелковый полк - 889-й стрелковый полк - 361-й артиллерийский полк - 203-я стрелковая дивизия - 592-й стрелковый полк - 610-й стрелковый полк - 619-й стрелковый полк - 1037-й артиллерийский полк - 266-я стрелковая дивизия - 1000-й стрелковый полк - 1006-й стрелковый полк - 1008-й стрелковый полк - 832-й артиллерийский полк | - 278-я стрелковая дивизия - 851-й стрелковый полк - 853-й стрелковый полк - 855-й стрелковый полк - 847-й артиллерийский полк - 1-й гвардейский механизированный корпус - 1-я гвардейская механизированная бригада - 18-й гвардейский танковый полк - 2-я гвардейская механизированная бригада - 19-й гвардейский танковый полк - 3-я гвардейская механизированная бригада - 20-й гвардейский танковый полк - 16-й гвардейский танковый полк - 17-й гвардейский танковый полк - Приданы: - 22-я мотострелковая бригада - 1110-й пушечный артиллерийский полк - 426-й истребительно-противотанковый артиллерийский полк - 870-й истребительно-противотанковый артиллерийский полк - 1249-й истребительно-противотанковый артиллерийский полк - 58-й гвардейский миномётный полк - 407-й отдельный гвардейский миномётный дивизион (из 1-го гв. мехк) - 1257-й зенитный артиллерийский полк - 350-й отдельный инженерный батальон - 28-й понтонный батальон - 37-й понтонный батальон |

На 8 декабря 1942 года
Стрелковые, воздушно-десантные и кавалерийские соединения:
4-й и 6-й гвардейские стрелковые корпуса;
153-я стрелковая дивизия;
Бронетанковые и механизированные соединения:
18-й танковый корпус.

### 1943 год
На 1 января 1943 года
Стрелковые, воздушно-десантные и кавалерийские соединения:
- 4-й гвардейский стрелковый корпус (35-я, 41-я гвардейские и 195-я стрелковые дивизии);
- 6-й гвардейский стрелковый корпус (38-я, 44-я гвардейские и 1-я стрелковая дивизии);
- 153-я стрелковая дивизия;
- 1-я истребительная бригада (из 1-й истребительной дивизии);

Артиллерийские и миномётные соединения:
- 9-я артиллерийская дивизия (407-й, 442-й и 456-й лёгкие, 47-й и 127-й пушечные, 212-й, 221-й и 230-й гаубичные артиллерийские полки);
- 40-й и 42-й гвардейские корпусные артиллерийские полки;
- 302-й и 303-й гвардейские миномётные полки;
- 115-й отдельный гвардейский миномётный дивизион;
- 4-я зенитная артиллерийская дивизия (606-й, 633-й, 640-й 658-й зенитные артиллерийские полки);
- 126-й и 139-й отдельные зенитные артиллерийские дивизионы;

Бронетанковые и механизированные соединения:
- 17-й танковый корпус (66-я, 67-я, 174-я танковые и 31-я мотострелковая бригады);
- 18-й танковый корпус (110-я, 170-я, 181-я танковые и 32-я мотострелковая бригады, 1-й отдельный автобронетанковый и 52-й отдельный мотоциклетный батальоны);
- 126-й, 127-й и 141-й отдельные танковые полки;
- 67-й отдельный мотоциклетный батальон;

Инженерные войска:
- 62-я инженерно-сапёрная бригада;
- 26-й и 100-й понтонно-мостовые полки;
- 350-й отдельный инженерный батальон.

На 1 апреля 1943 года
Стрелковые, воздушно-десантные и кавалерийские соединения:
- 6-й гвардейский стрелковый корпус (44-я, 66-я гвардейские, 53-я и 195-я стрелковые дивизии);
- 19-й стрелковый корпус (50-я стрелковая дивизия и 229-я стрелковая бригада);
- 57-я гвардейская стрелковая дивизия;

Артиллерийские и миномётные соединения:
- 7-я артиллерийская дивизия (11-я лёгкая, 17-я пушечная, 25-я гаубичная артиллерийские, 3-я миномётная бригады);
- 30-я пушечная артиллерийская бригада (из 9-й артиллерийской дивизии);
- 201-й лёгкий артиллерийский полк (из 23-й лёгкой артиллерийской бригады);
- 42-й гвардейский корпусной артиллерийский полк;
- 525-й и 526-й армейские миномётные полки;
- 579-й, 580-й и 139-й отдельный зенитные артиллерийские полки

Бронетанковые и механизированные соединения:
- 127-й отдельный танковый полк;
- 67-й отдельный мотоциклетный батальон;

Инженерные войска:
- 62-я инженерно-сапёрная бригада;
- 351-й, 358-й отдельные инженерные и 538-й отдельный минно-сапёрный батальоны.

На 1 июля 1943 года
Стрелковые, воздушно-десантные и кавалерийские соединения:
- 6-й гвардейский стрелковый корпус (57-я гвардейская, 53-я и 195-я стрелковые дивизии);
- 33-й стрелковый корпус (50-я, 230-я и 243-я стрелковые дивизии; 253-я стрелковая бригада);
- 44-я и 60-я гвардейские стрелковые дивизии;

Артиллерийские и миномётные соединения:
- 7-я артиллерийская дивизия (525-й лёгкий артиллерийский полк из 11-й лёгкой артиллерийской бригады; 17-я пушечная, 25-я гаубичная артиллерийские и 3-я миномётная бригады);
- 42-й гвардейский корпусной, 518-й пушечный, 174-й и 536-й истребительно-противотанковые артиллерийские полки;
- 35-й, 301-й гвардейские и 525-й миномётные полки;
- 579-й, 580-й и 139-й отдельный зенитные артиллерийские полки;

Бронетанковые и механизированные соединения:
- 16-й и 17-й гвардейские танковые полки (из 1-го гвардейского механизированного корпуса);
- 16-й отдельный мотоциклетный батальон;

Инженерные войска:
- 62-я инженерно-сапёрная бригада;
- 351-й и 358-й отдельные инженерные батальоны.

На 1 октября 1943 года
Стрелковые, воздушно-десантные и кавалерийские соединения:
- 6-й гвардейский стрелковый корпус (20-я гвардейская, 152-я стрелковые дивизии);
- 34-й стрелковый корпус (6-я, 24-я, 228-я стрелковые дивизии);
- 195-я стрелковая дивизия;

Артиллерийские и миномётные соединения:
- 42-й гвардейский корпусной, 518-й пушечный, 174-й, 536-й, 1249-й истребительно-противотанковые артиллерийские полки;
- 525-й миномётный полк;
- 579-й, 580-й зенитные артиллерийские полки;

Инженерные войска:
- 51-я инженерно-сапёрная бригада;
- 351-й, 358-й отдельные инженерные батальоны.

### 1944 год
На 1 января 1944 года
Стрелковые, воздушно-десантные и кавалерийские соединения:
- 11-й стрелковый корпус (271-я, 276-я, 316-я стрелковые дивизии);
- 94-й стрелковый корпус (30-я, 99-я, 350-я стрелковые дивизии);
- 107-й стрелковый корпус (127-я, 304-я, 328-я стрелковые дивизии);

Артиллерийские и миномётные соединения:
- 3-я артиллерийская дивизия прорыва (15-я лёгкая, 5-я пушечная, 1-я гаубичная, 116-я тяжёлая гаубичная артиллерийские бригады; 7-я миномётная бригада);
- 518-й пушечный артиллерийский полк;
- 22-я истребительно-противотанковая артиллерийская бригада;
- 163-й, 1642-й, 1644-й истребительно-противотанковые артиллерийские полки;
- 12-я миномётная бригада;
- 496-й, 525-й миномётные полки;
- 65-й гвардейский миномётный полк;
- 25-я зенитная артиллерийская дивизия (1067-й, 1356-й, 1362-й, 1368-й зенитные артиллерийские полки);
- 580-й зенитный артиллерийский полк;

Бронетанковые и механизированные соединения:
- 93-я танковая бригада;
- 1831-й, 1832-й самоходные артиллерийские полки;

Инженерные войска:
- 9-я инженерно-сапёрная бригада;
- 235-й, 351-й, 1505-й отдельные инженерные батальоны.

На 1 апреля 1944 года
Стрелковые, воздушно-десантные и кавалерийские соединения:
- 17-й гвардейский стрелковый корпус (147-я, 309-я стрелковые дивизии);
- 18-й гвардейский стрелковый корпус (226-я, 280-я стрелковые дивизии);
- 47-й стрелковый корпус (68-я гвардейская, 167-я стрелковые, 2-я гвардейская воздушно-десантная дивизии);
- 107-й стрелковый корпус (127-я, 304-я 395-я стрелковые дивизии);

Артиллерийские и миномётные соединения:
- 3-я артиллерийская дивизия прорыва (15-я лёгкая, 5-я пушечная, 1-я гаубичная, 116-я тяжёлая гаубичная артиллерийские бригады; 7-я миномётная бригада);
- 518-й пушечный артиллерийский полк;
- 496-й горно-вьючный, 525-й, 329-й гвардейский миномётные полки;
- 25-я зенитная артиллерийская дивизия (1067-й, 1356-й, 1362-й, 1368-й зенитные артиллерийские полки);
- 580-й зенитный артиллерийский полк;

Бронетанковые и механизированные соединения:
- 93-я танковая бригада;
- 1-й, 29-й гвардейские отдельные танковые полки;
- 374-й, 399-й гвардейские тяжёлые самоходные артиллерийские полки;

Инженерные войска:
- 6-я, 9-я инженерно-сапёрные бригады;
- 7-й, 27-й, 351-й отдельные инженерные батальоны;

Огнемётные части:
- 2-й отдельный огнемётный батальон.

На 1 июля 1944 года
Стрелковые, воздушно-десантные и кавалерийские соединения:
- 18-й гвардейский стрелковый корпус (151-я, 161-я, 237-я, 395-я стрелковые дивизии);
- 30-й стрелковый корпус (129-я гвардейская, 30-я, 141-я стрелковые дивизии);
- 47-й стрелковый корпус (280-я, 309-я стрелковые дивизии);
- 52-й стрелковый корпус (183-я, 316-я стрелковые дивизии);
- 74-й стрелковый корпус (147-я, 155-я, 276-я стрелковые дивизии);
- 107-й стрелковый корпус (127-я, 167-я, 304-я стрелковые дивизии);

Артиллерийские и миномётные соединения:
- 3-я артиллерийская дивизия прорыва (15-я лёгкая, 5-я пушечная, 1-я гаубичная, 116-я тяжёлая гаубичная артиллерийские бригады; 7-я миномётная бригада);
- 4-й, 317-й гвардейские, 130-й, 222-й, 1075-й, 1506-й, 1642-й, 1672-й истребительно-противотанковые артиллерийские полки;
- 525-й миномётный полк;
- 329-й гвардейский миномётный полк;
- 25-я зенитная артиллерийская дивизия (1067-й, 1356-й, 1362-й, 1368-й зенитные артиллерийские полки);
- 269-й гвардейский, 580-й зенитные артиллерийские полки;
- 31-й гвардейский отдельный зенитный артиллерийский дивизион;

Бронетанковые и механизированные соединения:
- 4-й гвардейский танковый корпус (12-я, 13-я, 14-я гвардейские танковые бригады; 3-я гвардейская мотострелковая бригада; 76-й мотоциклетный батальон; 756-й истребительно-противотанковый артиллерийский полк; 752-й отдельный истребительно-противотанковый дивизион; 264-й миномётный полк; 240-й гвардейский миномётный дивизион; 120-й гвардейский зенитный артиллерийский полк);
- 1-й, 12-й гвардейские отдельные танковые полки;
- 46-й отдельный дивизион бронепоездов;

Инженерные войска:
- 6-я инженерно-сапёрная бригада;
- 3-я понтонно-мостовая бригада;
- 27-й отдельный инженерный батальон.

На 1 октября 1944 года
Стрелковые, воздушно-десантные и кавалерийские соединения:
- 3-й горнострелковый корпус (128-я гвардейская, 242-я, 318-я горнострелковые дивизии);
- 11-й стрелковый корпус (226-я, 271-я стрелковые дивизии);
- 30-й стрелковый корпус (30-я, 141-я, 237-я, 276-я стрелковые дивизии);
- 107-й стрелковый корпус (129-я гвардейская, 155-я, 167-я стрелковые дивизии);

Артиллерийские и миномётные соединения:
- 24-я гвардейская пушечная артиллерийская бригада;
- 93-й гвардейский корпусной, 805-й, 839-й гаубичные, 4-й, 317-й гвардейские, 130-й, 1506-й, 1642-й, 1646-й, 1672-й истребительно-противотанковые артиллерийские полки;
- 9-й, 195-й, 196-й, 197-й, 253-й, 494-й, 496-й горно-вьючные миномётные полки;
- 525-й миномётный полк;
- 25-я зенитная артиллерийская дивизия (1067-й, 1356-й, 1362-й, 1368-й зенитные артиллерийские полки);
- 580-й зенитный артиллерийский полк;

Бронетанковые и механизированные соединения:
- 31-я гвардейская танковая бригада;
- 1-й отдельный гвардейский танковый полк;
- 1511-й самоходный артиллерийский полк;

Инженерные войска:
- 6-я горная, 6-я, 15-я штурмовая инженерно-сапёрные бригады;

Огнемётные части:
- 26-й отдельный огнемётный батальон;
- 180-я отдельная рота ранцевых огнемётов.

### 1945 год
На 1 января 1945 года
Стрелковые, воздушно-десантные и кавалерийские соединения:
- 3-й горнострелковый корпус (128-я гвардейская, 242-я, 318-я горнострелковые дивизии);
- 107-й стрелковый корпус (129-я гвардейская, 161-я, 167-я стрелковые дивизии);
- 271-я, 276-я стрелковые дивизии;

Артиллерийские и миномётные соединения:
- 24-я гвардейская пушечная артиллерийская бригада;
- 93-й гвардейский корпусной, 4-й, 317-й гвардейские, 1646-й истребительно-противотанковые артиллерийские полки;
- 9-й, 196-й, 494-й, 496-й горно-вьючные миномётные полки;
- 281-й, 525-й миномётные полки;
- 25-я зенитная артиллерийская дивизия (1067-й, 1356-й, 1362-й, 1368-й зенитные артиллерийские полки);
- 580-й зенитный артиллерийский полк;

Бронетанковые и механизированные соединения:
- 31-я гвардейская танковая бригада;
- 1498-й самоходный артиллерийский полк;

Инженерные войска:
- 6-я горная, 6-я инженерно-сапёрные бригады;

Огнемётные части:
- 9-й, 26-й отдельные огнемётные батальоны.

На 1 апреля 1945 года
Стрелковые, воздушно-десантные и кавалерийские соединения:
- 3-й горнострелковый корпус (128-я гвардейская, 242-я, 318-я горнострелковые дивизии);
- 11-й стрелковый корпус (30-я, 226-я, 276-я стрелковые дивизии);
- 67-й стрелковый корпус (81-я, 211-я, 340-я стрелковые дивизии);
- 107-й стрелковый корпус (129-я гвардейская, 167-я, 327-я стрелковые дивизии);
- 161-я стрелковая дивизия;

Артиллерийские и миномётные соединения:
- 24-я гвардейская пушечная, 3-я корпусная артиллерийские бригады;
- 93-й гвардейский корпусной, 805-й, 839-й гаубичные артиллерийские полки;
- 3-я истребительно-противотанковая артиллерийская бригада;
- 4-й, 317-й гвардейские, 130-й, 1646-й истребительно-противотанковые артиллерийские полки;
- 9-й,195-й,196-й и 494-й горно-вьючные миномётные полки;
- 144-й, 525-й и 618-й миномётные полки;
- 25-я зенитная артиллерийская дивизия (1067-й, 1356-й, 1362-й, 1368-й зенитные артиллерийские полки);
- 580-й зенитный артиллерийский полк;

Бронетанковые и механизированные соединения:
- 713-й, 1498-й и 1666-й самоходно-артиллерийские полки;

Инженерные войска:
- 6-я горная инженерно-сапёрная бригада;
- 6-я инженерно-сапёрная бригада;
- 50-й моторизованный понтонно-мостовой батальон;

Огнемётные части:
- 9-й и 26-й отдельные огнемётные батальоны

Части связи:
- 5-й отдельный Проскуровский[8] Краснознаменный[9] полк связи[10]

### Конец 1980-х гг.
На 19 ноября 1990 г. в соединениях и на базах хранения армии имелись 763 танка (в том числе 381 Т-64, а остальные — типа Т-54/55), 617 БМП и БТР, 324 орудия, миномёта и РСЗО. Кроме того, армия располагала 12 боевыми и 11 транспортными вертолётами.
- Управление командующего, штаб, 314-й отдельный батальон охраны и обеспечения (г. Чернигов);
- 41-я гвардейская танковая Корсуньско-Дунайская ордена Суворова дивизия[c] (г. Черкассы)
- 25-я гвардейская мотострелковая Синельниковско-Будапештская Краснознамённая, орденов Суворова и Богдана Хмельницкого дивизия имени В. И. Чапаева (г. Лубны)
  - 61 танк Т-64, 50 БМП (35 БМП-1, 15 БРМ-1К), 9 БТР-60, 24 орудия Д-30, 24 САУ 2С1, 12 РСЗО Град;
- 47-я мотострелковая дивизия (послевоенного формирования)[d] (г. Конотоп);
  - 172 Т-55, 28 БМП-1, 15 БРМ-1К, 12 БМ-21 «Град», 22 МТЛБТ
- 72-я гвардейская мотострелковая Красноградская Краснознамённая дивизия (г. Белая Церковь)
  - 133 танка Т-64, 304 БМП (187 БМП-2, 1 БМП-1, 15 БРМ-1К), 147 БТР (131 БТР-80, 16 БТР-70), 84 САУ (48 2С1, 36 2С3), 36 миномётов ПМ-38, 12 РСЗО Град;[13]

- 200-я мотострелковая дивизия кадра[e] (г. Пирятин);
  - 187 Т-64, 11 БМП-1, 15 БРМ-1К, 12 БМ-21 «Град»
- 204-я мотострелковая дивизия кадра (г. Умань)[f];
  - 210 Т-54, 11 БМП-1, 10 БРМ-1К, 12 9К55, 22 МТЛБТ
- 123-я ракетная бригада (г. Конотоп);
- 162-я ракетная бригада (г. Белая Церковь);
- 108-я зенитная ракетная бригада (г. Золотоноша);
- 102-я бригада материального обеспечения (г. Чернигов);
- 346-я пушечная артиллерийская бригада кадра (г. Белая Церковь);
- 71-й пушечный артиллерийский полк (г. Фастов);
- 976-й противотанковый артиллерийский полк (г. Фастов);
- 961-й реактивный артиллерийский полк (г. Фастов);
- 761-й разведывательный артиллерийский полк (г. Кременчуг);
- 30-й отдельный полк связи[укр.] (г. Чернигов);
- 367-й узел связи (г. Чернигов);
- 908-й отдельный десантно-штурмовой батальон (пгт Гончаровское);
- 92-й отдельный радиотехнический батальон ПВО (г. Чернигов);
- 417-й отдельный инженерно-сапёрный батальон (г. Чернигов);
- 832-й отдельный батальон разведки заражения (г. Чернигов);
- 307-й отдельный батальон РЭБ (г. Чернигов);
- 147-й отдельный ремонтно-восстановительный батальон (пгт Гончаровское);
- 720-й отдельный переправочно-десантный батальон (Ахтырка);
- 832-й отдельный батальон засечки и разведки (г. Чернигов);
- 48-й отдельный батальон химической защиты (пгт Гончаровское);
- 318-я отдельная вертолётная эскадрилья огневой поддержки (г. Белая Церковь);
- 30-я отдельная смешанная авиационная эскадрилья (пгт Гончаровское);
- отдельная эскадрилья беспилотных средств разведки (пгт Гончаровское);

## Освобождённые города
В ходе Великой Отечественной войны войсками 1-й Гвардейской армии были освобождены города:
- Богучар — 19 декабря 1942 года
- станица Тацинская — 24 декабря 1942 года (позднее оставлена)
- Миллерово — 17 января 1943 года
- Старобельск — 23 января 1943 года
- Кременная — 31 января 1943 года
- Рубежное — 31 января 1943 года
- Красный Лиман — 31 января 1943 года
- Изюм — 5 февраля 1943 года (совместно с войсками 6-й армии)
- Лисичанск — 6 февраля 1943 года (позднее оставлен)
- Барвенково — 6 февраля 1943 года (позднее оставлен)
- Горское — 8 февраля 1943 года (позднее оставлен)
- Лозовая — 11 февраля 1943 года (позднее оставлена)
- Славянск — 17 февраля 1943 года (позднее оставлен)
- Павлоград — 17 февраля 1943 года (позднее оставлен)
- Новомосковск — 22 сентября 1943 года
- Радомышль — 26 декабря 1943 года
- Житомир — 31 декабря 1943 года (совместно с войсками 60-й армии, 18-й армии и 3-й гвардейской танковой армии)
- Острополь — 5 марта 1944 года
- Староконстантинов — 9 марта 1944 года (совместно с войсками 1-й танковой армии)
- Бучач — 24 марта 1944 года
- Галич — 24 июля 1944 года
- Гусятин — 24 марта 1944 года (совместно с войсками 4-й танковой армии и 1-й танковой армии)
- Проскуров (ныне Хмельницкий) — 25 марта 1944 года (совместно с войсками 18-й армии)
- Монастыриска — 21 июля 1944 года
- Подгайцы — 21 июля 1944 года
- Бережаны — 22 июля 1944 года
- Рогатин — 23 июля 1944 года
- Тлумач — 25 июля 1944 года
- Ходоров — 27 июля 1944 года
- Станислав (ныне Ивано-Франковск) — 27 июля 1944 года
- Калуш — 30 июля 1944 года
- Жидечув (ныне Жидачов) — 1 августа 1944 года
- Стрый — 5 августа 1944 года
- Дрогобыч — 6 августа 1944 года
- Болехов — 7 августа 1944 года
- Борислав — 7 августа 1944 года
- Старый Самбор — 8 августа 1944 года
- Михаловце, Чехословакия — 26 ноября 1944 года
- Прешов, Чехословакия — 19 января 1945 года
- Бардеёв, Чехословакия — 20 января 1945 года
- Спишска-Стара-Вес, Чехословакия — 27 января 1945 года
- Новы-Тарг, Польша — 29 января 1945 года
- Бельско-Бяла, Польша — 12 февраля 1945 года (совместно с войсками 38-й армии)
- Моравска-Острава (ныне Острава, Чехословакия) — 30 апреля 1945 года (совместно с войсками 38-й армии)
- Фриштат (ныне часть Карвина), Чехословакия — 1 мая 1945 года
- Скочув, Польша — 1 мая 1945 года
- Богумин, Чехословакия — 1 мая 1945 года
- Цешин, Польша — 3 мая 1945 года

### Координаты
1. ↑  Сиротинская: 49°15′21″ с. ш. 43°40′15″ в. д.HGЯO
2. ↑  Кременская: 49°28′43″ с. ш. 43°27′24″ в. д.HGЯO
3. ↑  Нижний Акатов:49°03′ с. ш. 43°57′ в. д.HGЯO

### Комментарии
1. ↑  Малой излучиной называют участок Большой излучины Дона от Клетской до Большенабатовского.
2. ↑  12 августа В. Н. Гордов был смещен с должности командующего Сталинградским фронтом, которую занял А. И. Ерёменко; Гордов остался заместителем Еременко и по-прежнему курировал действия в малой излучине Дона. 18 августа армию передали Сталинградскому фронту.
3. ↑  Переформирована 1 сентября 1990 г. в 6298-ю БХИ. При преобразовании, танки дивизии были переданы в 5193-ю базу хранения военной техники в город Умань, а в Черкасах осталось чуть более 40 КШМ на базе БТР.[12]
4. ↑  В 1989 г. переформирована в 5198-ю БХВТ, в 1991 объединена с 39-й гв. мсд и переформирована в 5001-ю гв. БХВТ.[12]
5. ↑  Переформирована сначала в 850-й ТУЦ, затем в 1989 в 5196-ю БХВТ, затем 4214-ю гв. БХВТ слившись с выведенной из Германии 7-й гв. тд.[12]
6. ↑  Переформирована в 1987 г. в 851-й ТУЦ. Затем в 1989 г. в 5193-ю БХВТ — с техникой от расформированной 41-й гвардейской танковой дивизии.[12]